# Escobaria sneedii
Escobaria sneedii Britton & Rose (1923) es una especie de planta fanerógama de la familia Cactaceae. 

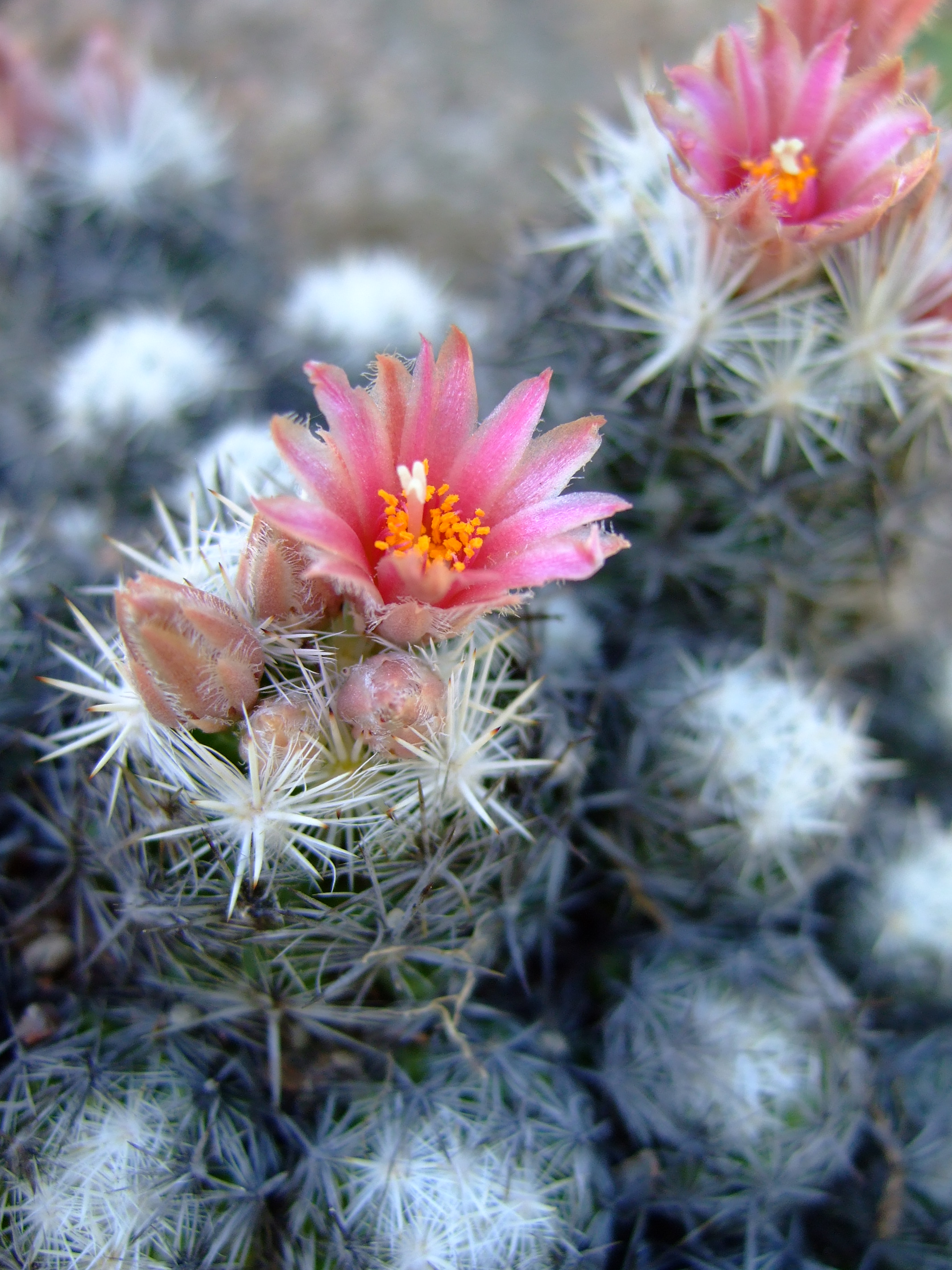
Vista de la planta en flor

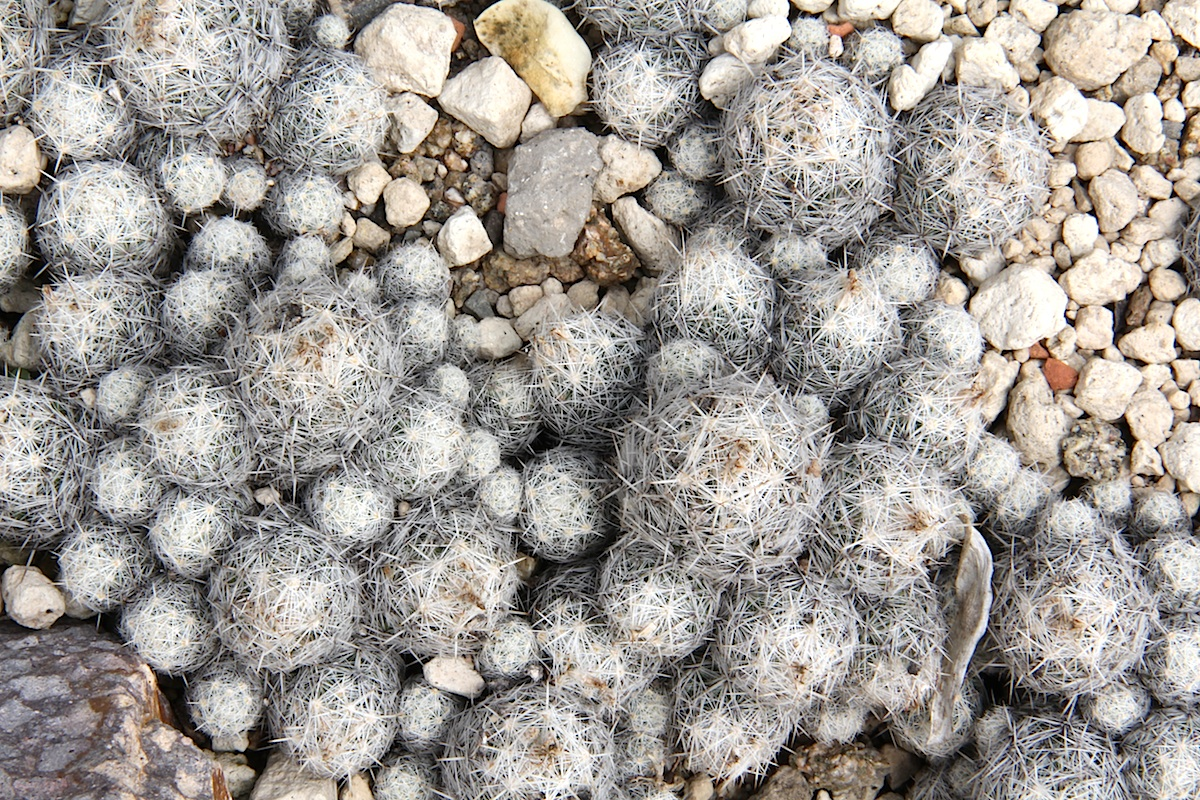
En su hábitat

## Descripción
Es una planta ramificada y generalmente se encuentra formando grandes colonias. Es cilíndrica, alcanzando un tamaño de entre 2,5 y 7,5 centímetros con un diámetro de 1,2 a 2,5 centímetros. Las areolas son de  2 milímetros de largo, con  6-9 espinas centrales y verticales, blancas de 4,5 a 9 milímetros de largo y 25-25 espinas radiales rectas y blancas de 4,5 a 6 milímetros de largo. Las flores son blancas de 1,2 a 2 centímetros de longitud y de diámetro. Las brácteas tienen  color rosa o magenta. Los frutos son verdes o rojos y miden hasta 1.5 cm de largo.

## Distribución
Es nativa de Florida,  Texas  y en Nuevo México en la Sierra de Guadalupe.

## Taxonomía
Escobaria sneedii fue descrita por Britton & Rose y publicado en The Cactaceae; descriptions and illustrations of plants of the cactus family 4: 56, f. 54, en el año 1923.
Etimología
Escobaria: nombre genérico otorgado en honor de los agrónomos mexicanos Rómulo Escobar Zerman (1882–1946) y Numa Pompilio Escobar Zerman (1874–1949).
El epíteto sneedii rinde homenaje a J.R.Sneed, el descubridor de la especie.
Sinonimia
- Coryphantha sneedii (Britton & Rose) A. Berger (1929)
- Escobaria leei Rose ex Boed. (1933)
- Coryphantha sneedii var. leei (Rose ex Boed.) L.D. Benson (1969)
- Escobaria sneedii var. leei (Rose ex Boed.) D.R. Hunt (1978)
- Escobaria sneedii subsp. leei (Rose ex Boed.) D.R. Hunt (1997)[3]
- Coryphantha albicolumnaria (Hester) Zimmerman
- Coryphantha sneedii var. albicolumnaria (Hester) A.D.Zimmerman
- Coryphantha sneedii var. guadalupensis (S.Brack & K.D.Heil) A.D.Zimmerman
- Escobaria albicolumnaria Hester
- Escobaria guadalupensis S.Brack & K.D.Heil
- Escobaria sneedii subsp. albicolumnaria (Hester) Lüthy
- Mammillaria sneedii (Britton & Rose) Cory[4][5]